# Alois Poledňák
Alois Poledňák (14. března 1922 Kroměříž – 31. července 1984 Praha) byl český a československý politik Komunistické strany Československa, poúnorový poslanec Národního shromáždění ČSSR a Sněmovny lidu Federálního shromáždění, novinář, ředitel Československého státního filmu v šedesátých letech. Po roce 1968 byl během normalizace dočasně pronásledován, později opětovně ve vedoucích funkcích.

## Život
V roce 1941 maturoval na gymnáziu a poté absolvoval učitelský ústav v Kroměříži. V letech 1951 až 1956 pracoval jako šéfredaktor Pionýrských novin. Souběžně s prací v redakci vykonával funkci tajemníka ÚV ČSM, a proto postupně předal vedení novin Oldřichu Kryštofkovi. V roce 1953 vydal text zpracovaný Jiřím Haškovcem jako lživou publikaci Skauting ve službách podněcovatelů války, která popisovala skauty jako agenty Západu, za což se v roce 1968 omluvil náčelníkovi Rudolfu Plajnerovi.
V roce 1959 došlo po krátkém období uvolnění k opětovnému utužení dohledu nad státním filmem. Zlomovým bodem se stal 1. festival československého filmu v Banské Bystrici, kde se československá filmová tvorba stala terčem kritiky stranických funkcionářů. V rámci následujících personálních změn se Alois Poledňák stal ředitelem Československého státního filmu. Jeho nástupu se filmaři obávali, protože šlo o nastrčenou stranicko-svazáckou postavu. Poledňák však paradoxně nebránil v pokračování předchozího trendu a za jeho působení proběhla československá nová vlna.
Ve volbách roku 1960 byl zvolen za KSČ do Národního shromáždění ČSSR za Severomoravský kraj. Mandát obhájil ve volbách v roce 1964 (nyní již za Západočeský kraj). V Národním shromáždění zasedal až do konce jeho funkčního období v roce 1968. V roce 1968 předsedal schůzi parlamentu, která odsoudila invazi vojsk Varšavské smlouvy do Československa.
K roku 1968 se profesně uvádí jako ústřední ředitel ČSF z obvodu Karlovy Vary. Po invazi vojsk Varšavské smlouvy do Československa byl ráno 21. srpna 1968 zvolen členem delegace Národního shromáždění (Dušan Špálovský, Zdeněk Fierlinger, Andrej Žiak, Josef Zedník, Alois Poledňák a Vladimír Kaigl), jejímž úkolem bylo sdělit stanovisko Národního shromáždění k okupaci velvyslanci Sovětského svazu a navázat kontakt s prezidentem republiky Ludvíkem Svobodou.
Po federalizaci Československa usedl roku 1969 do Sněmovny lidu Federálního shromáždění (volební obvod Karlovy Vary), kde setrval do své rezignace v prosinci 1969. V roce 1970 byl zatčen za údajnou protisocialistickou činnost a bez soudu zadržován do roku 1971, kdy byl odsouzen na dva roky vězení za „ohrožení státního tajemství“. Po několika měsících byl ale propuštěn, přednesl v televizi veřejnou sebekritiku a bylo mu umožněno stát se vedoucím archivu Státní knihovny. Tuto funkci zastával až do své smrti v roce 1984.